# Base imponible
En derecho tributario, la base imponible es la magnitud que resulta de la medición del hecho imponible. Se define como la dimensión o magnitud de un elemento del presupuesto objetivo del hecho imponible que se juzga como determinante de la capacidad contributiva relativa.

## Concepto
En las relaciones jurídico tributarias el hecho imponible pone de manifiesto la existencia de una capacidad económica en los sujetos, pero para que el impuesto pueda ser aplicado, este hecho debe valorarse de alguna manera, normalmente en unidades monetarias.
La base imponible es en definitiva la magnitud que se utiliza en cada impuesto para medir la capacidad económica del sujeto, tal que se refleja en topes.

## Ejemplos
En el Impuesto sobre la Renta, el hecho imponible es la obtención de renta por una persona, pero la base imponible del impuesto es la cuantía de esa renta obtenida por el sujeto. En el impuesto sobre el patrimonio la base imponible es el patrimonio que pertenece a un sujeto.

## Clases
La base imponible puede expresarse en unidades monetarias (al medir rentas, precios de adquisición, valores de mercado, contraprestación, etc.) o también en otro tipo de unidad de peso, volumen, longitud, potencia, cantidad de empleados, etc., así se distingue entre bases monetarias y no monetarias.

## Por países

### España
La Ley 58/2003, Ley General Tributaria, define en su artículo 50 la base imponible como:
“la magnitud dineraria o de otra naturaleza que resulta de la medición o valoración del hecho imponible.”
La base imponible puede determinarse por los siguientes métodos:
1. Estimación directa
2. Estimación objetiva
3. Estimación indirecta

## Base liquidable
La base liquidable es la cantidad resultante de efectuar en la base imponible las reducciones o deducciones previstas legalmente para el correspondiente tributo, sobre la cual se aplica el tipo de gravamen para calcular la cuota tributaria.